# Llimona àcida
La llimona àcida o llima (Citrus aurantifolia) és una espècie de cítric amb un fruit globós de 2.5–5 cm de diàmetre, que és groga quan està madura però comercialment s'acostuma a collir verda. És originària del sud-est asiàtic.
El fruit és molt àcid i amb una aroma forta amb la pell més fina que l'híbrid Citrus x latifolia.
A l'estat de Florida als Estats Units d'Amèrica se'n fa un pastís típic anomenat Key lime pie.
Les fulles de la llima, amb una aroma penetrant, es fan servir a la cuina tailandesa.

## Descripció
C. aurantifolia és un arbre de port arbustiu de fins a 5 m d'alt amb moltes espines. Existeixen varietats nanes que poden créixer en interior a l'hivern. Les fulles són ovades, de fins 9 cm de llarg, semblants a les del taronger; aurantifolia vol dir que les fulles semblen les del taronger, C. aurantium). Les flors tenen un diàmetre d'uns 25 mm, són de color blanc groguenc, en algunes varietats amb un lleuger tint porpra clar. Les flors i els fruits poden aparèixer tot l'any però a l'hemisferi nord en general floreix a la primavera i fructifica a la tardor.